# 刘冬 (北京)
刘冬（1988年—），指间匠工作室首席执行官，原百度人力资源专员（HR Specialist）。

## 生平
2012年1月7日的百度年会中以性感清新的造型亮相，成为众多程序员心中的“度娘”，其新浪微博的关注数一夜之间猛增至12万。
2013年3月，调动岗位，在百度公益负责工作。10月24日，刘冬上午发布微博，宣布离职消息。